# 愛の地獄 (1994年の映画)
『愛の地獄』（あいのじごく、原題: L'Enfer）は、クロード・シャブロル監督による、1994年のフランス長編映画である。アンリ＝ジョルジュ・クルーゾーが1964年に撮影を始めたものの、未完に終わった映画作品の脚本を元に制作された。プロデューサーはマリン・カルミッツで、主演女優・男優はエマニュエル・ベアール、フランソワ・クリュゼである。

## あらすじ
ポール（クリュゼ）とネリー（ベアール）は、ホテル経営が順調な夫婦である。ポールは、ネリーの浮気を疑い始め、終いには重度の偏執病となってしまう。エンドマークの字幕は「終わり」ではなく、「終わりなし」で終わる……

## キャスト
※括弧内は日本語吹替。
- エマニュエル・ベアール - ネリー（佐々木優子）
- フランソワ・クリュゼ - ポール・プリュール（安原義人）
- ナタリー・カルドーヌ（英語版） - マリリン（沢海陽子）
- アンドレ・ウィルム  - アルノー医師（水野龍司）
- マルク・ラヴォワース  - マーティノ (Martineau)
- クリスチアーヌ・ミナッツォリ（英語版） - ヴェルノン婦人（竹口安芸子）
- ドラ・ドル（英語版） - シャベール婦人 (Mme Chabert)
- マリオ・ダヴィド（英語版） - デュアメル（長島雄一）
- ジャン＝ピエール・カッセル - ヴェルノンさん（糸博）
- トーマス・シャブロル（英語版） - ジュリアン (Julien)
- ノエル・シムソロ（フランス語版） - シャベールさん (M. Chabert)
- イブ・バーホーベン（英語版） - 男の子
- アマヤ・アントリン - マリエット（佐藤しのぶ）
- ルイ・デ・レオトワン・ダン - ジョニヴァンサン（大谷育江）

日本語版その他：佐藤祐四、大黒和広、星野充昭、叶木翔子、相沢正輝、永堀美穂、伊藤和晃、深水由美
日本語版制作スタッフ プロデューサー：山口一美（クリエイティブアクザ）、演出：蕨南勝之、翻訳：関美冬、録音・調整：土屋雅紀、音響制作：相原正之（プロセンスタジオ）、制作：プロセンスタジオ